# Еміліо Кьовенда
Еміліо Кьовенда (італ. Emilio Chiovenda; 18 травня 1871— 19 лютого 1941) — італійський ботанік та лікар.

## Біографія
Еміліо Кьовенда народився 18 травня 1871 року в Римі.
Навчався у Римському університеті ла Сапієнца, у 1898 році закінчив його зі ступенем бакалавра з природничих наук. З 1896 року вивчав ботаніку з професором П'єтро Ромуальдо Піротта. Разом вони працювали над книгою по флорі римських околиць Flora Romana, однак ця робота ніколи не була видана.
Згодом Кьовенда визначав і описував рослини за зразками, які привозили з Ефіопії та Сомалі італійські мандрівники. У 1904 році був створений Колоніальний гербарій, згодом його хранителем був призначений Еміліо Кьовенда. У 1909 році Кьовенда сам вирушив до Африки. Він подорожував по Ефіопії та Еритреї, став одним з провідних фахівців по флорі східної Африки.
Також Кьовенда вивчав флору Південно-Східної та Середньої Азії і Нової Зеландії, однак його внесок у вивчення флори цих регіонів менш відомий.
У 1915 році Еміліо переїхав з Риму у Флоренцію. У 1926 році учений був призначений професором ботаніки Катанійського університету, через три роки, у 1929 році, став директором Катанійського ботанічного саду. З 1930 року він працював в Університеті Модени і Реджо-Емілії, у 1936 році переїхав у Болонью, де став директором ботанічного саду.
Еміліо Кьовенда помер 19 лютого 1941 року у Болоньї, похований на кладовищі Премозелло-Кьовенда.

## Публікації
- Flora della Colonia Eritrea 1903 (in collaboration with Romualdo Pirotta)
- Flora delle Alpi Lepontine occidentali (1904–1935)
- Flora somala Roma, Sindacato italiano arti grafiche, 1929
- Pteridophyta Catania, Tip. Giandolfo, 1929
- Il papiro in Italia: un interessante problema di biologia, sistematica e fitogeografia Forli, Tip. Valbonesi, 193

## Роди та деякі види рослин, названі на честь Е. Кьовенди
- Chiovendaea Speg., 1917 [syn.  Coursetia DC., 1825]
- Carex chiovendae Pamp., 1915
- Commiphora chiovendana J.B.Gillett ex Thulin, 2001
- Emilia chiovendeana (Muschl.) Lisowski, 1991
- Oldenlandia chiovendae (Bremek.) Verdc., 1974